# Fiscalía General del Estado de Yucatán
La Fiscalía General del Estado de Yucatán es un órgano constitucional autónomo del estado mexicano de Yucatán, encargado del ministerio público de la entidad. Su principal función es la investigación y persecución de los delitos del fuero común, en los que son de competencia de conocimiento ante los juzgados y tribunales penales del Poder Judicial del Estado de Yucatán. Su origen se encuentra estipulado en el artículo 62 de la Constitución de Yucatán.
Para la realización de sus funciones, la Fiscalía General del Estado inicia y conduce la investigación de los hechos que las leyes señalan como delito, coordina a la policía y a los servicios periciales durante la investigación, resuelve sobre el ejercicio de la acción penal en la forma establecida por los ordenamientos aplicables y, en su caso, ordena las diligencias pertinentes y útiles para demostrar, o no, la existencia del delito y la responsabilidad de quien lo cometió o participó en su comisión.

## Atribuciones
El artículo 4 de la Ley de la Fiscalía General del Estado señala las atribuciones de dicho organismo autónomo, las cuales son las siguientes:

"...
- I. Coordinar la política criminal del Estado, establecer sus objetivos y metas, y desarrollar las estrategias, programas y acciones encaminadas a su consecución, así como establecer las bases de datos necesarias para darle seguimiento al cumplimiento de sus objetivos.
- II. Recibir las denuncias o querellas sobre los hechos posiblemente delictivos.
- III. Ejercer las facultades discrecionales del Ministerio Público de abstenerse de investigar, de archivo temporal, de no ejercicio de la acción penal y de aplicación de criterios de oportunidad, en términos de la ley procesal.
- IV. Coordinar la investigación de los hechos que la ley señale como delito, de manera objetiva, técnica, científica y sin dilaciones; solicitar la autorización judicial de las diligencias de investigación que la requieran en términos de la ley procesal, y registrar las diligencias realizadas en la carpeta de investigación.
- V. Ejercer la dirección funcional de las instituciones policiales con presencia en el estado, cuando realicen actividades de investigación, en los términos del artículo 21 de la Constitución Política de los Estados Unidos Mexicanos.
- VI. Llevar un registro de la cadena de custodia y preservar las evidencias recopiladas durante la investigación.
- VII. Realizar las detenciones en flagrancia o por casos urgentes, en los términos de la Constitución Política de los Estados Unidos Mexicanos y de la ley procesal; conocer las practicadas por otras autoridades y llevar un registro de las detenciones.
- VII. (sic) Ordenar las detenciones por casos urgentes, en los términos de la Constitución Política de los Estados Unidos Mexicanos y de la ley procesal; conocer las practicadas por otras autoridades y llevar un registro de las detenciones.
- IX. Ejercitar la acción penal, la acción de extinción de dominio y las acciones que correspondan en materia de justicia para adolescentes, en los términos de las leyes respectivas.
- X. Intervenir en los juicios y diligencias que se relacionen con ausentes, menores, incapaces o establecimientos de beneficencia pública, a los cuales representará siempre que no tuvieran quien los patrocine y velará por sus intereses.
- XI. Solicitar al juez, en los procesos y juicios en los que sea parte, las medidas cautelares y providencias precautorias que sean procedentes para garantizar el cumplimiento de los fines del proceso, en los términos de las leyes aplicables.
- XII. Procurar las salidas alternas al proceso penal cuando sean aplicables en términos de la ley procesal y no se contrapongan al interés público.
- XIII. Presentar la acusación, ofrecer pruebas y alegatos, e interponer los recursos que sean procedentes.
- XIV. Solicitar a la autoridad judicial que gire los exhortos correspondientes, y las solicitudes de asistencia jurídica internacional, cuando se requiera la colaboración de las autoridades de otros estados o extranjeras.
- XV. Otorgar atención a las víctimas u ofendidos, proporcionarles orientación jurídica, propiciar que se garantice o se cubra la reparación del daño y canalizarlos a las dependencias y entidades que proporcionen servicios de carácter tutelar, asistencial, preventivo, médico, psicológico y educacional, en términos de lo dispuesto en las leyes general y estatal de víctimas.
- XVI. Tramitar ante el juez competente las órdenes de protección previstas en la Ley de Acceso de las Mujeres a una Vida libre de Violencia del Estado de Yucatán.
- XVII. Garantizar la protección de los sujetos en situación de riesgo y otorgar, a quienes considere pertinente, las medidas de protección necesarias con base en los criterios orientadores; sin perjuicio de las facultades que corresponden a la autoridad judicial, de conformidad con lo establecido por las leyes aplicables.
- XVIII. Proponer al Gobernador y al Consejo Estatal de Seguridad Pública la elaboración de programas, estrategias, políticas y acciones en materia deseguridad pública, prevención del delito y reinserción social, e implementarlos cuando sean de su competencia.
- XIX. Participar, en los términos de las leyes aplicables, en las instancias de coordinación de los sistemas Estatal y Nacional de Seguridad Pública, y dar cumplimiento a los acuerdos que se adopten.
- XX. Suministrar, sistematizar, e intercambiar con las demás autoridades federales, estatales y municipales, información sobre seguridad pública; prevención, investigación y persecución del delito; e imputados, procesados, y sentenciados.
- XXII. Coordinarse, en el ámbito de su competencia, con las autoridades federales, estatales y municipales, así como con las instituciones del sector académico, social, público y privado, para el cumplimiento de su objeto.
- XXIII. Desempeñar las atribuciones establecidas en el artículo 23 y en las demás disposiciones de la Ley Nacional de Ejecución Penal.
- XXIV.- Así como llevar el registro de los obligados alimentarios que hayan incurrido en morosidad en el cumplimiento de sus obligaciones alimentarias, ordenadas por los jueces y tribunales o establecidas por convenio judicial.
- XXV. Las demás que establezcan esta ley, la ley procesal, la Ley Nacional de Ejecución Penal, la Ley Nacional del Sistema Integral de Justicia Penal para Adolescentes y otras disposiciones legales y normativas aplicables.

## Estructura orgánica
Para el cumplimiento de sus funciones, la Fiscalía tiene la siguiente estructura: 
- Oficina del Fiscal General
  - Secretaría Técnica Sustantiva
  - Secretaría Técnica Administrativa
- Vicefiscalía de Investigación y Litigación "A"
  - Dirección de Investigación y Litigación "A" con sede en Mérida
  - Dirección de Investigación y Litigación "B" con sede en Mérida
  - Dirección de Investigación y Litigación "C" con sede en Mérida
  - Dirección de Investigación y Litigación "D" con sede en Mérida
  - Coordinación de Investigación y Litigación con sede en Mérida
- Vicefiscalía de Investigación y Litigación "B"
  - Dirección de Investigación y Litigación "A" en Unidades Regionales
  - Dirección de Investigación y Litigación "B" en Unidades Regionales
  - Coordinación de Investigación y Litigación
- Vicefiscalía de Prevención del Delito, de Justicia Alternativa y Atención Ciudadana
  - Dirección de Prevención del Delito
  - Dirección de Justicia Alternativa
  - Dirección de Atención Ciudadana
  - Unidad de Igualdad de Género
- Vicefiscalía Especializada en Justicia para Adolescentes
  - Dirección de Investigación y Litigación Especializada en Justicia para Adolescentes
- Vicefiscalía Especializada en Delitos de Tortura y Actos Crueles, Inhumanos y Degradantes
- Instituto de Capacitación y Servicio Profesional de Carrera
- Dirección de Tecnologías de la Información
- Dirección de Comunicación Social
- Dirección de Administración
- Dirección Jurídica
- Dirección de Investigación y Asuntos Internos
- Policía Especializada en Investigación Ministerial
- Órgano de Control Interno

Además, cuenta con los siguientes órganos desconcentrados:
- Instituto de Ciencias Forenses
- Centro de Justicia para las Mujeres del Estado de Yucatán

## Fiscal General del Estado
La Fiscalía General del Estado se encuentra bajo el mando del Fiscal General, quien es su representante legal, máxima autoridad jerárquica de la institución y es el encargado de conducir la función del Ministerio Público en el estado. Su duración es de 12 años una vez rinda compromiso constitucional, sin posibilidad de reelección. 
Su origen se encuentra depositado en el artículo 62 de la Constitución de Yucatán, y su elección se realiza mediante una terna de 3 personas propuestas por el gobernador del Estado al Congreso del Estado, quienes eligen a una de ellas mediante votación, requiriendo el voto de dos terceras partes de los miembros del Pleno. 

### Lista de sus Titulares

#### Fiscales generales autónomos
| #  | Fiscal General        | Periodo                      | Gobernador(a) en turno | Notas |
| -- | --------------------- | ---------------------------- | ---------------------- | ----- |
| 1° | Juan Manuel León León | Desde el 15 de junio de 2023 | Joaquín Díaz Mena      |       |
| 1° | Juan Manuel León León | Desde el 15 de junio de 2023 | Mauricio Vila Dosal    |       |

#### Fiscales generales nombrados por Ejecutivo del estado, como dependencia centralizada
| #  | Fiscal General                             | Periodo                                          | Gobernador(a) en turno | Notas |
| -- | ------------------------------------------ | ------------------------------------------------ | ---------------------- | ----- |
| 5  | Juan Manuel León León                      | 10 de diciembre de 2020 - 15 de junio de 2023    | Mauricio Vila Dosal    |       |
| -  | Rafael Pinzón Miguel Encargado de Despacho | 8 de noviembre de 2020 - 10 de diciembre de 2020 | Mauricio Vila Dosal    |       |
| 4° | Wilberth Antonio Cetina Arjona             | 10 de octubre de 2018 - 8 de noviembre de 2020   | Mauricio Vila Dosal    |       |
| 3° | Ariel Francisco Aldecua Kuk                | 1° de octubre de 2018 - 10 de octubre de 2018    | Mauricio Vila Dosal    |       |
| 3° | Ariel Francisco Aldecua Kuk                | 11 de marzo de 2015 - 30 de septiembre de 2018   | Rolando Zapata Bello   |       |
| -  | N/D                                        | 8 de enero de 2015 - 11 de marzo de 2015         | Rolando Zapata Bello   |       |
| 2° | Celia María Rivas Rodríguez                | 10 de octubre de 2012 - 8 de enero de 2015       | Rolando Zapata Bello   | [ 4 ] |
| 1° | Héctor José Cabrera Rivero                 | 1° de octubre de 2011 - 10 de octubre de 2012    | Rolando Zapata Bello   | [ 5 ] |
| 1° | Héctor José Cabrera Rivero                 | 1° de marzo de 2011 - 30 de septiembre de 2012   | Ivonne Ortega Pacheco  | [ 5 ] |

#### Procuradores generales (Desde 2001)
| # | Procurador General         | Periodo                                      | Gobernador(a) en turno  | Notas |
| - | -------------------------- | -------------------------------------------- | ----------------------- | ----- |
| - | Héctor José Cabrera Rivero | 11 de agosto de 2009 - 28 de febrero de 2011 | Ivonne Ortega Pacheco   | [ 6 ] |
| - | José Alonso Guzmán Pacheco | 5 de octubre de 2007 - 11 de agosto de 2009  | Ivonne Ortega Pacheco   | [ 6 ] |
| - | Pedro José Sierra Lira     | 1° de agosto de 2007 - 5 de octubre de 2007  | Ivonne Ortega Pacheco   | [ 7 ] |
| - | Armando Villareal Guerra   | 1° de octubre de 2004 - 31 de julio de 2007  | Patricio Patrón Laviada | [ 8 ] |
| - | Miguel Ángel Díaz Herrera  | 1° de agosto de 2001 - 1° de octubre de 2004 | Patricio Patrón Laviada | [ 8 ] |